# Swerker II Młodszy
Swerker II Młodszy (szw. Sverker den yngre Karlsson; ur. przed 1167, zm. 17 lipca 1210) – król Szwecji w latach 1196–1208 z dynastii Swerkerydów.
Urodził się przed rokiem 1167, być może w 1164. Syn króla Szwecji Karola VII i Krystyny, córki duńskiego możnego Stiga Tokesena zwanego Hvitaledhr (czyli Białoskóry).
W kwietniu 1167 ojciec Swerkera, król Karol VII zginął w zamku na wyspie Visingsö na jeziorze Wetter w walce z ludźmi Knuta Erikssona z wrogiego rodu Erykidów (wcześniej Karol VII zamordował ojca Knuta – Eryka IX). Po śmierci ojca Swerker wraz z matką uszedł do duńskiej wówczas Skanii, gdzie uzyskał poparcie krewnych swej matki z rodu Hvide oraz króla Danii Waldemara I, będącego wujem matki Swerkera. Gdy Knut Eriksson zmarł w 1195, Swerker bez większych problemów objął władzę w Szwecji i w 1196 został wybrany na króla (potomkowie Knuta byli wtedy w wieku dziecięcym). Zdobycie korony królewskiej nie było możliwe bez poparcia jarla Birgera Brosa (zm. 1202), który jeszcze za panowania Knuta Erikssona stał się jednym z najpotężniejszych możnych w Szwecji. Po zawarciu porozumienia z jarlem Swerker pojął za żonę jego córkę – Ingegardę. Chcąc zyskać przychylność Kościoła, król w 1200 obdarował duchowieństwo nowymi przywilejami: zwolnił kler z podatków i nadał mu immunitet. Zjednawszy sobie Kościół, Swerker II nie uchronił się jednak przed atakiem swych świeckich przeciwników. W 1205 miała miejsca pierwsza z bitew, (pod Älgarås), jakie Swerker miał stoczyć ze zwolennikami rodu Erykidów, którym przewodził teraz syn Knuta – Eryk. Swerker pobił Erykidów pod Älgarås, ale już w 1208 został pokonany w decydującej bitwie pod Leną, gdzie zginął m.in. królewski zięć Knut Birgersson. Po przegranej Swerker II utracił władzę w Szwecji i mimo pomocy wojsk duńskich prowadzonych przez króla Waldemara I drugi raz w życiu musiał uchodzić do duńskiej Skanii. Swerker nie pogodził się z porażką i w 1210 roku powrócił do Szwecji, gdzie jednak 17 lipca poległ w bitwie pod Gestilren. Uważa się, że ostatnia bitwa króla Swerkera II miała miejsce na terenie zachodniego Götalandu (Västergötland), choć są głosy historyków przyjmujących, że było na obszarze Upplandu.

## Rodzina
Pierwszą żoną Swerkera II była Bengte (Benedykta), córka Ebbe Sunessona z rodu Hvide, którą poślubił na wygnaniu w Skanii. Bengte zmarła w 1199 lub 1200 roku. Z pierwszego małżeństwa króla pochodzili:
- syn Karl, który w 1198 (lub 1195?) zginął w górach niedaleko norweskiego Trondheim, był ożeniony z nieślubną córką króla Norwegii Sverre Sigurdssona,
- córka Helena (zm. po 1240), która poślubiła jarla Sune Folkessona (zm. 1247) z rodu Bjälbo, ich córka Katarzyna została żoną króla Eryka XI, syna Eryka X,
- córka Krystyna (zmarła 1248), która poślubiła księcia meklemburskiego Henryka Borwina II, ich syn Henryk Borwin III poślubił z kolei Zofię, córkę króla Szwecji Eryka X.

Drugą żoną była wspomniana wyżej Ingegarda Birgersdotter z rodu Bjälbo, której ojcem był jarl Birger Brosa (z tego samego rodu pochodził późniejszy król Szwecji – Waldemar I). Synem Swerkera i Ingegardy był:
- Jan (Johan), król Szwecji 1216–1222.